# Tim Cahill
Timothy Filiga „Tim“ Cahill AO (* 6. Dezember 1979 in Sydney, New South Wales) ist ein australischer ehemaliger Fußballspieler. Er spielte in England jeweils insgesamt acht Jahre für den FC Millwall und den FC Everton und ist Rekordtorschütze der australischen Nationalmannschaft. Er konnte im Mittelfeld oder im Sturm spielen. Cahill galt trotz seiner Größe von 1,78 Meter als ausgezeichneter Kopfballspieler und verfügte über eine große Sprungkraft.

## Laufbahn

### Verein
Cahill kam als Sohn einer Samoanerin und eines Engländers mit irischen Wurzeln in Sydney auf die Welt und spielte als Kind neben Fußball auch Rugby. Bis zu seinem 18. Lebensjahr spielte er in seiner Geburts- und Heimatstadt in verschiedenen Jugendmannschaften, bevor er 1997 als 17-Jähriger zum englischen Drittligisten FC Millwall nach London wechselte. In der Saison 2000/01 stieg er mit Millwall in die 2. Liga auf und erreichte in der Saison 2003/04 das FA-Cup-Finale, in dem man Manchester United mit 0:3 unterlag. Anschließend wechselte er zum FC Everton, für den er in acht Jahren zu 226 Spielen und 56 Toren in der Premier League kam.
Im Juli 2012 wechselte Cahill zu den New York Red Bulls in die Vereinigten Staaten. Am 20. Oktober 2013 erzielte er im Spiel gegen Houston Dynamo nach acht Sekunden das bis dahin schnellste Tor der Major League Soccer. Im Februar 2015 verließ Cahill die Red Bulls und wechselte in die Chinese Super League zu Shanghai Shenhua. Nachdem sein Trainer Gregorio Manzano ihm mitteilte, dass er für die kommende Saison nicht mit ihm plane, wechselte Cahill im Februar 2016 ligaintern zu Hangzhou Greentown.
Im August 2016 kehrte Cahill in seine Heimat Australien zurück und unterzeichnete beim A-League-Klub Melbourne City FC einen Dreijahresvertrag. Dieser sieht vor, dass Cahill in den ersten zwei Jahren als Spieler aktiv sein und danach eine Aufgabe im Trainerteam übernehmen soll. Im Januar 2018 schloss er sich allerdings seinem ehemaligen Verein FC Millwall an und belegte mit dem Zweitligaaufsteiger den achten Tabellenplatz. Seine letzte Vereinsstation bildete der FC Jamshedpur in Indien, wo Cahill 2019 seine aktive Spielerkarriere beendete.

### Nationalmannschaft

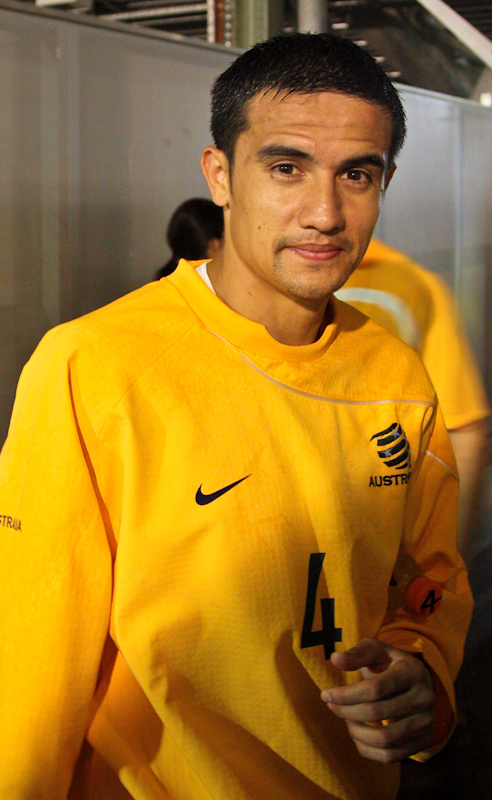
Tim Cahill im Trainingsdress der australischen Nationalmannschaft (2009)

Tim Cahill bestritt 1994 im Alter von 14 Jahren zwei Länderspiele für die U-20-Auswahl der Samoanischen Nationalmannschaft, da seine Mutter aus Samoa stammt. Nach den damaligen FIFA-Regeln durfte er deshalb nicht mehr für eine andere Nation spielen. Aufgrund einer Regeländerung im Jahr 2004, nach der Spieler nun nur nach einem absolvierten A-Länderspiel nicht mehr für ein anderes Nationalteam auflaufen dürfen, wurde er für den australischen Fußballverband spielberechtigt.
Am 30. März 2004 feierte Cahill sein Debüt in der australischen Fußballnationalmannschaft bei einem Freundschaftsspiel gegen Südafrika an der Loftus Road in London. Mit Australien konnte er den Gewinn der Ozeanienmeisterschaft 2004 feiern und wurde zusammen mit dem Neuseeländer Vaughan Coveny Torschützenkönig, obwohl er in beiden Finalspielen gegen die Salomonen ohne Einsatz blieb. Im August 2004 nahm Cahill mit der australischen U-23-Nationalmannschaft am olympischen Fußballturnier in Athen teil, bei dem Australien im Viertelfinale gegen den Irak ausschied. Am Ende des Jahres wurde Cahill zu Ozeaniens Fußballer des Jahres gewählt.
Im Sommer 2005 nahm er mit Australien am Konföderationen-Pokal 2005 in Deutschland teil, schied jedoch in der Vorrunde aus.
Am 12. Juni 2006 erzielte er in Kaiserslautern im Spiel gegen Japan (3:1) die ersten beiden Tore für Australien bei einer Fußball-Weltmeisterschaft. Cahill kam in allen vier Spielen bei der WM 2006 zum Einsatz. Auch bei der Weltmeisterschaft 2010 in Südafrika spielte er für Australien, erhielt im Gruppenspiel gegen Deutschland allerdings die Rote Karte und schied aus dem Spiel aus. Nachdem er seine Strafe abgesessen hatte, kam er im letzten Gruppenspiel gegen Serbien wieder zum Einsatz und erzielte den Führungstreffer für die Australier.
Bei der Weltmeisterschaft 2014 in Brasilien erzielte er bei Australiens 1:3-Auftaktniederlage gegen Chile den Anschlusstreffer. Auch im folgenden Spiel gegen die Niederlande traf Cahill zum 1:1. Somit ist er mit fünf Toren der erfolgreichste Torschütze Australiens bei einer Weltmeisterschaft. Das dritte Gruppenspiel gegen Spanien verpasste er aufgrund einer Gelbsperre.
Am 5. März 2014 erzielte er beim 3:4 gegen Ecuador zwei Tore und ist seitdem alleiniger australischer Rekordtorschütze.
Nachdem Australien bei der Asienmeisterschaft 2011 das Finale gegen Japan verloren hatte, konnte sich Cahill beim Turnier 2015 im eigenen Land nach einem 2:1-Finalsieg nach Verlängerung gegen Südkorea zum Asienmeister krönen. Als Asienmeister nahmen die Australier auch am FIFA-Konföderationen-Pokal 2017 teil. Dort bestritt er im Gruppenspiel gegen Chile am 25. Juni sein 100. Länderspiel. Er schied aber mit seiner Mannschaft nach der Gruppenphase aus.
Am 10. Oktober 2017 erzielte er im asiatischen Playoff-Spiel der Qualifikation für die WM 2018 in der Verlängerung gegen Syrien sein 50. Länderspieltor. Es war der 2:1-Siegtreffer mit dem sich Australien für die Playoffspiele gegen den Vierten der CONCACAF-Qualifikation qualifizierte. Zuvor hatte er schon die syrische Führung ausgeglichen. Dort setzte Australien sich gegen Honduras durch und qualifizierte sich für die Weltmeisterschaft. Dort schied Australien zwar als Letzter der Gruppe C aus, Cahill wurde jedoch im letzten Gruppenspiel gegen Peru in der 53. Spielminute für Tomi Juric eingewechselt und kam damit bei seiner vierten Weltmeisterschaft zum Einsatz. Nach der WM beendete er im Alter von 38 Jahren und als amtierender Rekordtorschütze seines Landes seine aktive Karriere in der Nationalmannschaft.

## Erfolge

### Nationalmannschaft
Australien
- Ozeanienmeister (1): 2004
- Asienmeister (1): 2015